# Випсания Марцелла
Випсания Марцелла Агриппина или Марцеллина (лат. Vipsania Marcella Agrippina), (27 до н. э. — ок. 2 н. э.) — дочь Марка Випсания Агриппы, внучатая племянница Октавиана Августа, жена Публия Квинтилия Вара.

## Происхождение
Марцеллина была единственной дочерью Марка Випсания Агриппы от его второй жены Клавдии Марцеллы Старшей. Она была первой внучкой Октавии Младшей и, таким образом, первой внучатой племянницей императора Августа.
Её отец, Марк Випсаний Агриппа, происходил из богатой всаднической семьи, родом из Арпина. Её мать, Клавдия Марцелла Старшая, была дочерью Октавии Младшей от её первого мужа, Гая Клавдия Марцелла Младшего.

## Брак
Около 14 до н. э. она вступила в брак с политиком и полководцем Публием Квинтилием Варом. Випсания умерла намного раньше Вара, и была его второй женой. Об этом браке мало что известно, в том числе, были ли дети.
Тацит намекает, что причиной её смерти были не роды или другие естественные причины. Он утверждает, что дети Агриппы или были убиты на войне, или заморены голодом, или отравлены. Однако это может быть верным только для его детей от Юлии Старшей, дочери Августа. Отдельно о Марцеллине Тацит ничего не сообщает. Дата её смерти — около 2 года.